# 周悌
周悌，安徽建德县（今东至县）凌家坂人，清朝政治人物。

## 生平
嘉庆四年（1799年）己未科姚文田榜二甲进士。历官山西永宁州知州，升任汾州府同知等职。